# Rio Androchiel
O Rio Androchiel é um rio da Romênia afluente do rio Hârtibaciu, localizado no distrito de Sibiu.